# Andrea Bassi
Andrea Bassi (Rijeka, 1962.), hrvatska umjetnica.

## Životopis
Rođena je 1962. godine u Rijeci. Diplomirala je slikarstvo 1985. godine na Akademiji likovnih umjetnosti u Zagrebu u klasi profesora Vasilija J. Jordana. Specijalizirala je ikonopis na Fakultetu za likovne umjetnosti u Ateni i keramiku u Jingdezhen Sanbao Ceramic Art Institute u NR Kini.
Kao samostalna umjetnica bavi se slikarstvom, keramikom, ilustracijom, animiranim filmom i dizajnom uporabnih predmeta.
Članica je Udruženja likovnih umjetnika primijenjenih umjetnosti Hrvatske, Sekcije za keramiku, porculan i staklo ULUPUH-a, kao i Hrvatske zajednice samostalnih umjetnika.
Od završetka studija intenzivno stvara i kontinuirano izlaže na preko 25 samostalnih izložaba; Rijeka, Zagreb, Opatija, Zaprešić, Sisak, Bjelovar, Đurđevac, Đakovo, Lepoglava, Dubrovnik, Krk, Vrbnik, Szentendre, Pecs, kao i na brojnim skupnim izložbama u zemlji i svijetu; Kanada, Čile, Italija, Argentina, Poljska, Tajvan, SAD, Velika Britanija, Bosna i Hercegovina.
Surađuje s Hrvatskom radiotelevizijom na izradi animiranih filmova u glini.
Surađuje s nekoliko hrvatskih kazališta i kulturnih ustanova; HNK u Zagrebu, HNK u Varaždinu, Dječje kazalište Žar ptica u Zagrebu, Privatna umjetnička gimnazija u Zagrebu. 
Ilustrirala je dvije dječje slikovnice na temu narodnih bajki i izlagala ilustracije u Spomen-muzeju biskupa Josipa Jurja Strossmayera u Đakovu.
Dizajnira i izrađuje umjetničku keramiku i uporabne predmete. Njezini su radovi uvršteni u nekoliko stručnih publikacija; „Povijest moderne keramike u Hrvatskoj“, 1996.; „Suvremena keramika u Hrvatskoj“, 1994.; „Izbor kritičarke keramika i staklo 1950. – 1999.”, 2017.; „Krhotine govore – keramika stradala u potresu”, Marina Baričević, 2020. godine.
Godine 2007. HRT u sklopu Programa za kulturu snima dokumentarni film o umjetničkom stvaralaštvu Andree Bassi, a Turistička zajednica grada Zagreba snima prilog o njenom radu. Tijekom 2018. i 2019. godine sudjeluje u kazališnom projektu „Jelenovac” i vodi likovnu radionicu namijenjenu populaciji starijoj od 54 godine. Projekt je u potpunosti financiran iz Europskog socijalnog fonda.
Trenutno živi i radi u Zagrebu.